# Черлак (Красноуфімський міський округ)
Черла́к (рос. Черлак) — присілок у складі Красноуфімського міського округу (Натальїнськ) Свердловської області.
Населення — 68 осіб (2010, 81 у 2002).
Національний склад станом на 2002 рік: росіяни — 87 %.